# Calliste à cou bleu
Stilpnia cyanicollis
Espèce
Statut de conservation UICN

 LC  : Préoccupation mineure
Le Calliste à cou bleu (Stilpnia cyanicollis) est une espèce d'oiseaux de la famille des Thraupidae.

## Habitat et répartition

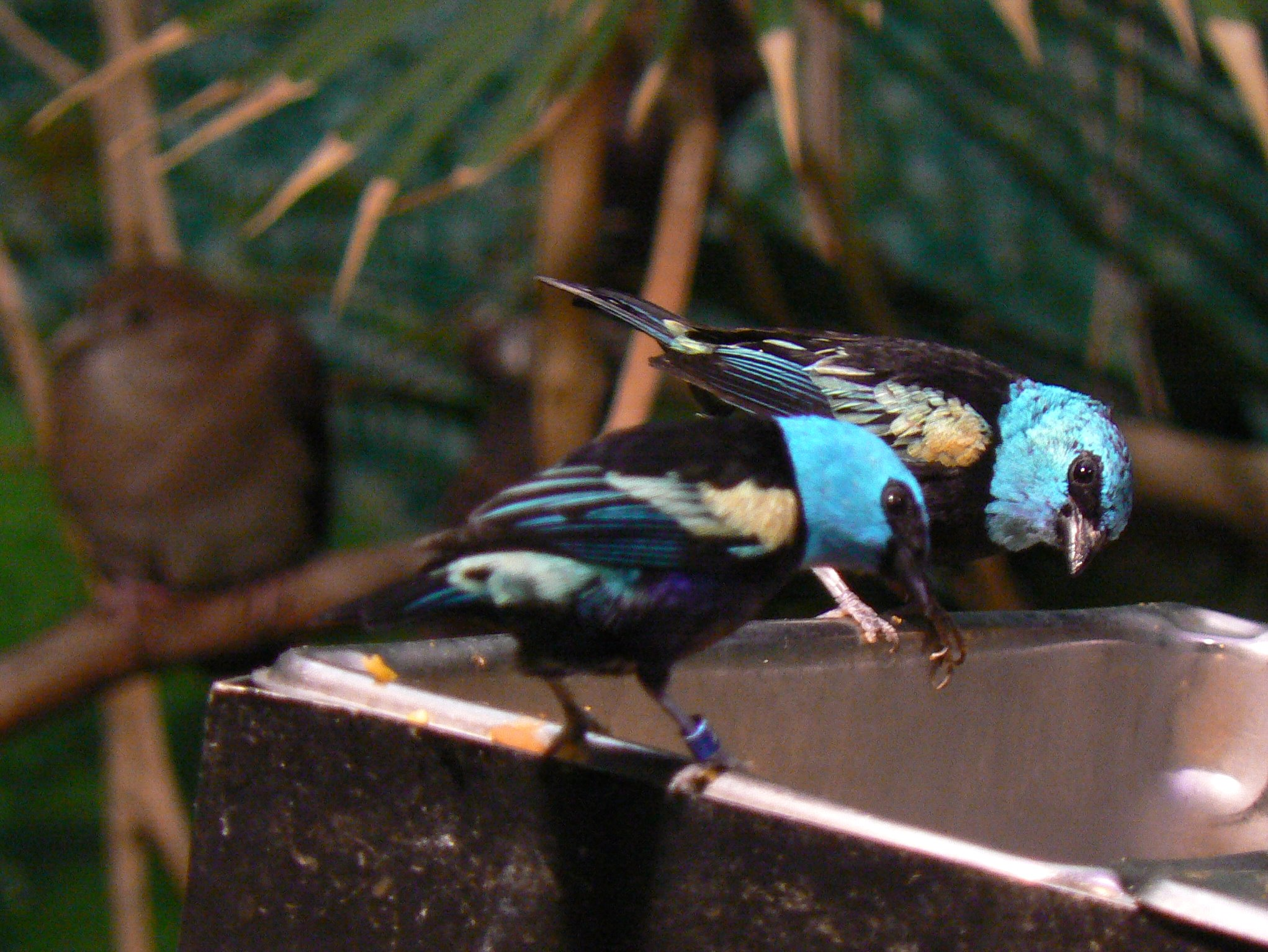

Cet oiseau vit dans la moitié nord des Andes et dans l'est de l'Amazonie.

## Mensurations
Il mesure 12 cm.

## Alimentation
Il se nourrit surtout de fruits, mais également de bourgeons et d'insectes.